# Carolyn Bessette-Kennedy

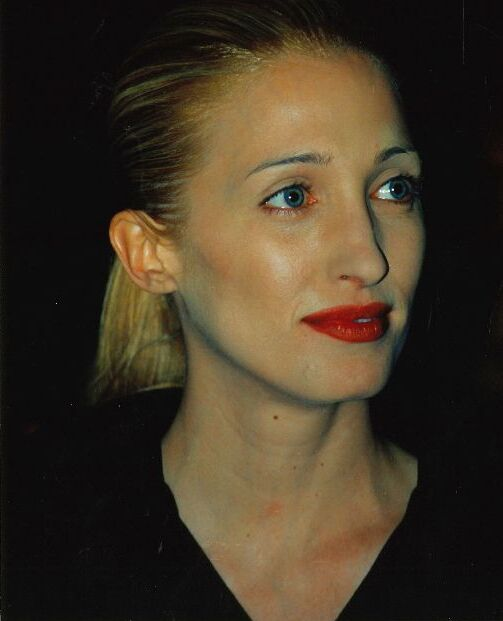
Carolyn Bessette-Kennedy (1999)

Carolyn Jeanne Bessette-Kennedy (* 7. Januar 1966 in White Plains, New York als Carolyn Jeanne Bessette; † 16. Juli 1999 in der Nähe von Martha’s Vineyard, Massachusetts) war eine US-amerikanische Presseagentin und die Ehefrau von John F. Kennedy jr. Als solche war sie Teil des Kennedy-Clans und häufig Teil der Medienberichterstattung.

## Leben
Carolyn Bessette wurde in New York als Tochter von William J. Bessette und Ann Messina geboren. Sie hatte zwei ältere Schwestern, Lauren und Lisa. Als sie 8 Jahre alt war, ließen sich ihre Eltern scheiden. Ihre Mutter zog mit ihren Töchtern zu ihrem neuen Partner Richard Freemann nach Connecticut.
1988 machte sie ihren Abschluss an der Boston University. Sie arbeitete danach als PR-Beraterin des Modedesigners Calvin Klein in New York.
1992 begegnete sie erstmals ihrem späteren Ehemann John F. Kennedy jr., Sohn des US-Präsidenten John F. Kennedy. Ab 1994 trafen sie sich regelmäßig. Das Paar heiratete am 21. September 1996 auf Cumberland Island im US-Bundesstaat Georgia.
Von der US-amerikanischen Presse wurde sie vielfach als Trendsetterin, insbesondere im Modebereich, bezeichnet und häufig mit ihrer Schwiegermutter Jacqueline Kennedy Onassis verglichen. Neben der schlanken, eleganten und stilsicheren Erscheinung beider Frauen spielten hierbei weitere Parallelen eine Rolle: wie Jackie Kennedy entstammte Bessette einer römisch-katholischen Familie, wie jene in ihrer Ehe mit JFK kämpfte auch Bessette erbittert für den Schutz ihrer Privatsphäre, und wie Jacqueline engagierte sich Carolyn Bessette für wohltätige Zwecke.
Am 16. Juli 1999 kam sie zusammen mit ihrem Ehemann und ihrer Schwester Lauren bei einem Flugzeugabsturz vor der Insel Martha’s Vineyard ums Leben, als das von ihrem Ehemann gesteuerte Flugzeug in den Atlantik stürzte. Am 22. Juli 1999 wurde Carolyn Bessette-Kennedy in einer Zeremonie an Bord des Zerstörers USS Briscoe zwischen Martha’s Vineyard und Hyannis Port auf See beigesetzt.

## Posthume Rezeption
Der Filmschauspieler Michael Bergin beschrieb seine Beziehung zu Carolyn Bessette, die er 1992 in New York kennengelernt hatte, in einem 2004 erschienenen Buch mit dem Titel The Other Man: John F. Kennedy Jr., Carolyn Bessette, and Me.
Carole Radziwill, die Witwe von JFK Juniors Cousin Anthony Radziwill, mit der CBK eng befreundet war, veröffentlichte 2005 ihre Erinnerungen an ihre Ehe und die Freundschaft mit dem Ehepaar Kennedy in dem Buch What Remains. Das Werk wurde ein Bestseller.
Das 2023 erschienene, mit großformatigen Bildern illustrierte Buch CBK: Carolyn Bessette-Kennedy – A Life in Fashion von Sunita Kumar Nair beleuchtet Bessette-Kennedys Rolle in der Modewelt.
In der FX-Fernsehserie American Love Story, die die Beziehung zu JFK Jr. behandelt, wird Bessette-Kennedy von der Schauspielerin Sarah Pidgeon dargestellt.